# Ü̂
Ü̂ (minuscule : ü̂), appelé U tréma accent circonflexe, est une lettre latine utilisée dans l’écriture du bamoun, du tutchone du Sud, du moyen bas allemand et dans la transcription du grec ancien.
Elle est formée de la lettre U avec un tréma suscrit et un accent circonflexe.

## Utilisation
Le u tréma circonflexe ‹ ü̂ › transcrit l’upsilon tréma circonflexe ‹ ῧ ›.
En moyen bas allemand le U tréma accent circonflexe ‹ ü̂ › représente la longue voyelle /yː/.
En tutchone du Sud, ‹ ǚ › est utilisé pour représenter une voyelle centrale fermée avec un ton montant.

## Représentations informatiques
Le U tréma accent circonflexe peut être représenté avec les caractères Unicode suivants : 
- précomposé (Latin étendu A, diacritiques) :

| formes    | représentations | chaînes de caractères | points de code | descriptions                                                   |
| --------- | --------------- | --------------------- | -------------- | -------------------------------------------------------------- |
| capitale  | Ü̂               | Ü◌̂                    | U+00DC U+0302  | lettre majuscule latine u tréma diacritique accent circonflexe |
| minuscule | ü̂               | ü◌̂                    | U+00FC U+0302  | lettre minuscule latine u tréma diacritique accent circonflexe |

- décomposé (latin de base, diacritiques) :

| formes    | représentations | chaînes de caractères | points de code       | descriptions                                                               |
| --------- | --------------- | --------------------- | -------------------- | -------------------------------------------------------------------------- |
| capitale  | Ü̂               | U◌̈◌̂                   | U+0055 U+0308 U+0302 | lettre majuscule latine u diacritique tréma diacritique accent circonflexe |
| minuscule | ü̂               | u◌̈◌̂                   | U+0075 U+0303 U+0308 | lettre minuscule latine u diacritique tréma diacritique accent circonflexe |